# مصباح السلطنه انصاری
میرزا حسین مصباح السلطنه انصاری (۱۳۱۲ ق) فرزند میرزا مسعود انصاری و شاه‌بیگم خانم ضیاءالسلطنه، وزیر امور خارجه دوره ناصرالدین شاه، و شاه بیگم خانم، دختر فتحعلیشاه، است. میرزا حسین از رجال وزارت خارجه در دوره قاجار بوده است. وی مدتی کارپرداز سفارت ایران در طرابوزان بوده است و در آنجا از مدارس نوین و مدرن بازدید کرده و با الگوبرداری از کتابهای درسی آنجا، به تألیف کتب درسی پرداخته است. از آثار او می‌توان به کتاب‌های زیر اشاره کرد:
- ترجمه کتاب الاندرف،
- تنبیه الصبیان،
- تسهیل التعلیم.[۳]

کتاب تسهیل التعلیم در آموزش الفبا به دانش آموزان با مقدمه و تصحیح سید محسن مهرابی در انتشارات مدرسه منتشر شده است. این کتاب یکی از اولین کتابهای درسی چاپ سنگی است که در آن الفبای فارسی به روشی جدید و غیر از روش آموزش مکتب‌خانه‌ای بیان شده است. میرزا حسین انصاری از اجداد خانم نوش‌آفرین انصاری، دبیر شورای کتاب کودک، است.